# Вецел
Вецел (рум. Vețel) — село у повіті Хунедоара в Румунії. Адміністративний центр комуни Вецел.
Село розташоване на відстані 305 км на північний захід від Бухареста, 9 км на захід від Деви, 115 км на південний захід від Клуж-Напоки, 122 км на схід від Тімішоари.

## Населення
За даними перепису населення 2002 року у селі проживали 850 осіб.
Національний склад населення села:
| Національність | Кількість осіб | Відсоток |
| -------------- | -------------- | -------- |
| румуни         | 826            | 97,2%    |
| угорці         | 12             | 1,4%     |
| цигани         | 9              | 1,1%     |

Рідною мовою назвали:
| Мова      | Кількість осіб | Відсоток |
| --------- | -------------- | -------- |
| румунська | 827            | 97,3%    |
| угорська  | 11             | 1,3%     |
| циганська | 9              | 1,1%     |